# دیو اوبراین (هنرپیشه)
دیو اوبراین (انگلیسی: Dave O'Brien؛ ۳۱ مهٔ ۱۹۱۲ – ۸ نوامبر ۱۹۶۹) یک هنرپیشه، کارگردان و فیلم‌نامه‌نویس اهل ایالات متحده آمریکا بود.